# Erland Lindhammar
Erland Fredrik Lindhammar (ursprungligen Johansson), född 20 september 1894 i Östersunds församling i Jämtlands län, död 27 november 1983 i Frösö församling i Jämtlands län, var en svensk militär.

## Biografi
Erland Johansson avlade studentexamen i Östersund 1914. År 1917 antog han släktnamnet Lindhammar. Han avlade officersexamen vid Krigsskolan 1917 och utnämndes samma år till fänrik vid Jämtlands fältjägarregemente, där han befordrades till underlöjtnant 1919, löjtnant 1920 och kapten 1932. Han erhöll 1933 tjänst vid Generalstaben och 1935 tjänst som militärassistent vid Statens Järnvägar. År 1939 befordrades han till major och tjänstgjorde 1939–1942 vid Jönköpings-Kalmar regemente, varav 1941–1942 som stabschef. Han befordrades 1942 till överstelöjtnant och tjänstgjorde 1942–1947 vid Jämtlands fältjägarregemente. År 1947 befordrades han till överste, varefter han 1947–1954 var chef för Västernorrlands regemente.
Han var ordförande i Västernorrlands befälsutbildningsförbund, ordförande i Skidfrämjandets Ångermanlandsförbund, ordförande i Västernorrlands skytteförbund 1947–1954 och intendent vid Östersunds stadsmuseum 1959–1964.
Erland Lindhammar var son till förste trafikinspektören Fredrik Johansson och Katharina ”Karin” Westlinder. Han gifte sig 1924 med Jenny ”Polly” Katharina Pålsson (1900–1939), var 1947–1951 gift med Margareta Zimmerman (född 1906) och var därefter gift från 1954 med Sonja Wettel (född 1918).

### Utmärkelser
- Riddare av Svärdsorden, 1938.[6]
- Kommendör av andra klassen av Svärdsorden, 1951.[7]
- Kommendör av första klassen av Svärdsorden, 1954.[8]